# Julie Byrne
Pour les articles homonymes, voir Byrne.
Julie Byrne est une auteur-compositrice-interprète américaine née en 1990, originaire de Buffalo. Elle a sorti trois albums studio, Rooms With Walls and Windows (2014), Not Even Happiness (2017) et  The Greater Wings (2023).

## Biographie
Née à Buffalo, dans l'état de New York, Julie Byrne a été influencée par son père, joueur de guitare : « J'ai grandi avec le son de son jeu, de la guitare fingerstyle, donc je dirais que mon style est complètement ancré dans son influence. » À l'âge de dix-sept ans, Byrne a commencé l'apprentissage de la guitare elle-même, après que son père ne pouvait plus jouer à cause de complications induite par la sclérose en plaques. À l'âge de 18 ans, Byrne part de Buffalo, vivant dans différentes villes américaines, y compris Pittsburgh, Northampton, Chicago, Lawrence, Seattle, et la Nouvelle-Orléans,.
En plus de la musique, Byrne a étudié les sciences de l'environnement, et, en 2016, a travaillé à Central Park comme ranger.

## Discographie

### Albums studio
- 2014 - Rooms With Walls and Windows
- 2017 - Not Even Happiness [4],[5]
- 2023 - The Greater Wings

### EPs
- You Would Love It Here (2012)
- Julie Byrne (2013)